# Trust (låt)
"Trust" är en låt av det amerikanska metal-bandet Megadeth. Den utgavs på singel den 8 maj 1997 och återfinns på studioalbumet Cryptic Writings (utgivet den 17 juni 1997) och på samlingsalbumet Capitol Punishment: The Megadeth Years (utgivet 2000).
"Trust", som är skriven av Dave Mustaine och Marty Friedman, handlar om hur ett förhållande kan vittra sönder på grund av oärlighet och otrohet. Mustaine sjunger om hur han så gärna vill kunna lita på sin partner, men att det är omöjligt då de har ljugit så mycket för varann.

## Låtförteckning

### CD-singel (USA)
1. "Trust" (edit)
2. "Trust"

### CD-singel (Nederländerna)
1. "Trust" – 5:13
2. "A Secret Place" – 5:31
3. "Tornado of Souls" (live) – 5:55
4. "À Tout le Monde" (live) – 4:52

Livespåren är inspelade på The Olympic Auditoreum i Los Angeles den 25 februari 1995.